# همبستگی برون‌تن–درون‌تن
هم بستگی برون تن - درون تن (به انگلیسی: In-vitro in-vivo correlation) (به اختصار IVIVC) خوانده می‌شود، بنا به تعریف اداره مواد غذائی و داروئی ایالات متحده آمریکا عبارت است از: یک مدل ریاضی که بر طبق آن میان خصوصیات درون تن و خصوصیات برون تن یک دارو ارتباط بر قرار می‌شود. از این روش برای حذف مطالعات درون تن در طی فرآیند اکتشاف دارو استفاده می‌شود و علت آن کاستن هزینه‌ها، کنار گذاشتن مطالعات حیوانی به دلیل مسائل و مشکلات اخلاقی آزمایش روی حیوانات، سریع تر کردن آزمایش‌ها و دلایلی دیگری از این قبیل می‌باشد.  ، 